# 행주대교
행주대교(幸州大橋)는 경기도 고양시 덕양구 행주외동과 서울특별시 강서구 개화동을 연결하는 교량이다.

## 개요

### 구행주대교
최초의 행주대교는 경인고속도로와 통일로를 연결하기 위한 도로 공사 (현 국도 제39호선)의 일환으로 건설되었다. 1978년 7월 22일에 준공되었으며, 이후 11월 21일에 국도 제39호선이 완공되었다. 이 다리와 도로가 개통됨으로써 경인고속도로에서 통일로로 가는 데 거리가 20km로 줄어들었고 당시 기준으로 소요 시간도 약 1시간으로 줄어드는 효과를 가져왔다. 그러나 이 다리는 교량 폭이 10m 정도 인데다, 왕복 2차선의 비좁고 초라한 다리에 그쳤다. 행주대교의 남북단으로 일산신도시와 중동신도시가 들어서면서 교통량이 증가하여 교통난이 발생하자, 이를 해결하기 위해 신행주대교를 사장교 형태로 건설하였다.(사업비 170억원) 본래 1987년에 공사를 시작하여 1992년 말에 개통할 예정이었으나, 1992년 여름에 건설 중이던 신행주대교가 무너지는 사고가 발생하자, 재건설에 3년이 더 걸림으로써 결국 1995년 5월에 개통하였다. 2000년 12월에 제2신행주대교까지 완공되면서 구행주대교는 벽돌 등의 칸막이로 폐쇄되었고, 2011년 일부 구간은 철거한 상태다.

### 신행주대교
구행주대교는 폭 10m (왕복 2차선)에 불과했는데, 행주대교 개통 이후 서울 서부 외곽지역의 교통량이 급격히 증가하면서 1987년 10월 착공하였다. 당시 개설 당시 명칭은 제2행주대교였으며 총 사업비 460억원을 투입해 폭 14.5m (3차선)에 총길이 1,460m로 건설하여 1992년에 개통할 예정이었다. 그러나 1992년 7월 31일에 신행주대교 붕괴로 개통이 지연됨에 따라, 일산·중동 신도시 개발에 따른 수도권 교통망 확충 계획에 차질을 빚게 되었다. 이후 다시 복구하여 1995년 5월 19일 개통되었다. 개통 당시에는 구 행주대교와 병용하여 고양 방면으로 1차선, 서울 방면으로 2차선을 배정하고 구 행주대교는 고양방면 승용차 전용으로 일방통행으로 변경하여 운영되었다.
이후 1996년에 신행주대교와 구행주대교 사이 공간에 제2신행주대교(가칭 제3행주대교) 건설 공사에 들어갔다. 공사비 691억원을 투입하여 1996년 9월에 착공하여 2000년 12월 16일에 통행 개시를 하여 12월 28일에 정식 개통되었다. 이 다리가 완공되면서 신행주대교는 서울 방면으로만, 제2신행주대교는 고양 방면으로만 이용하게 되었으며, 구 행주대교는 이 다리 개통과 함께 폐쇄되었다.

## 갤러리

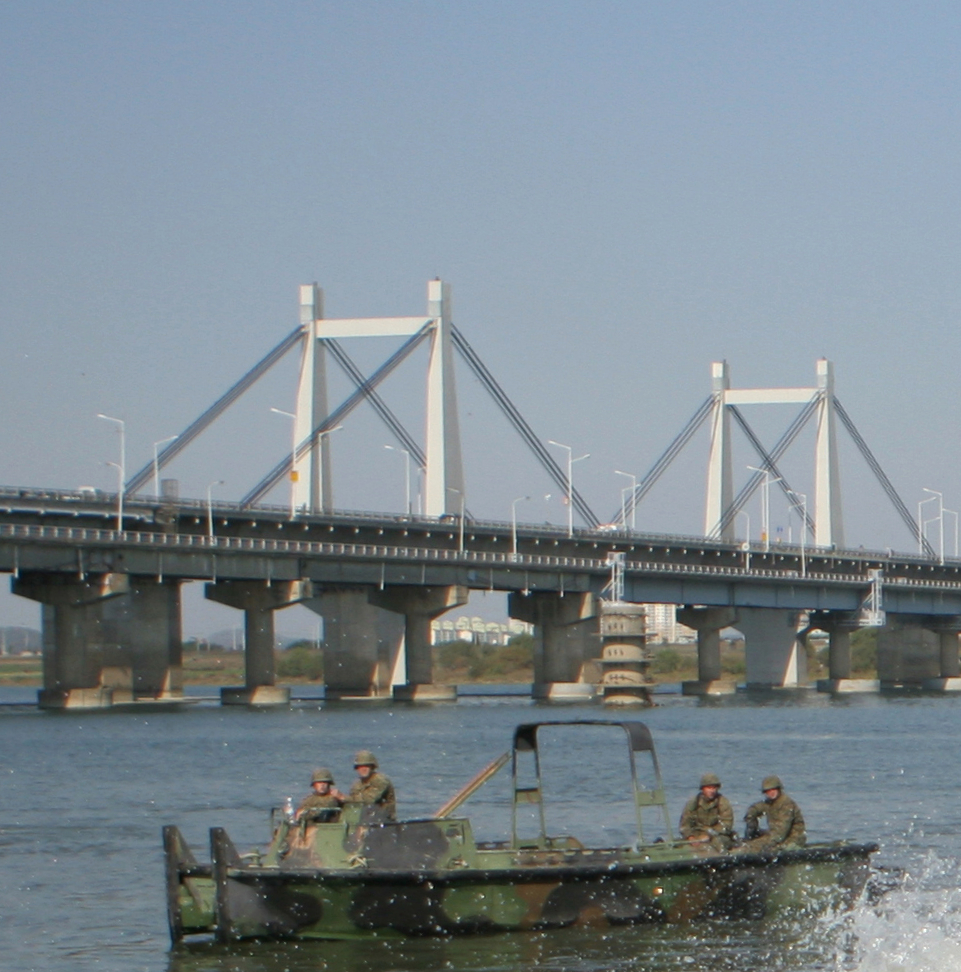
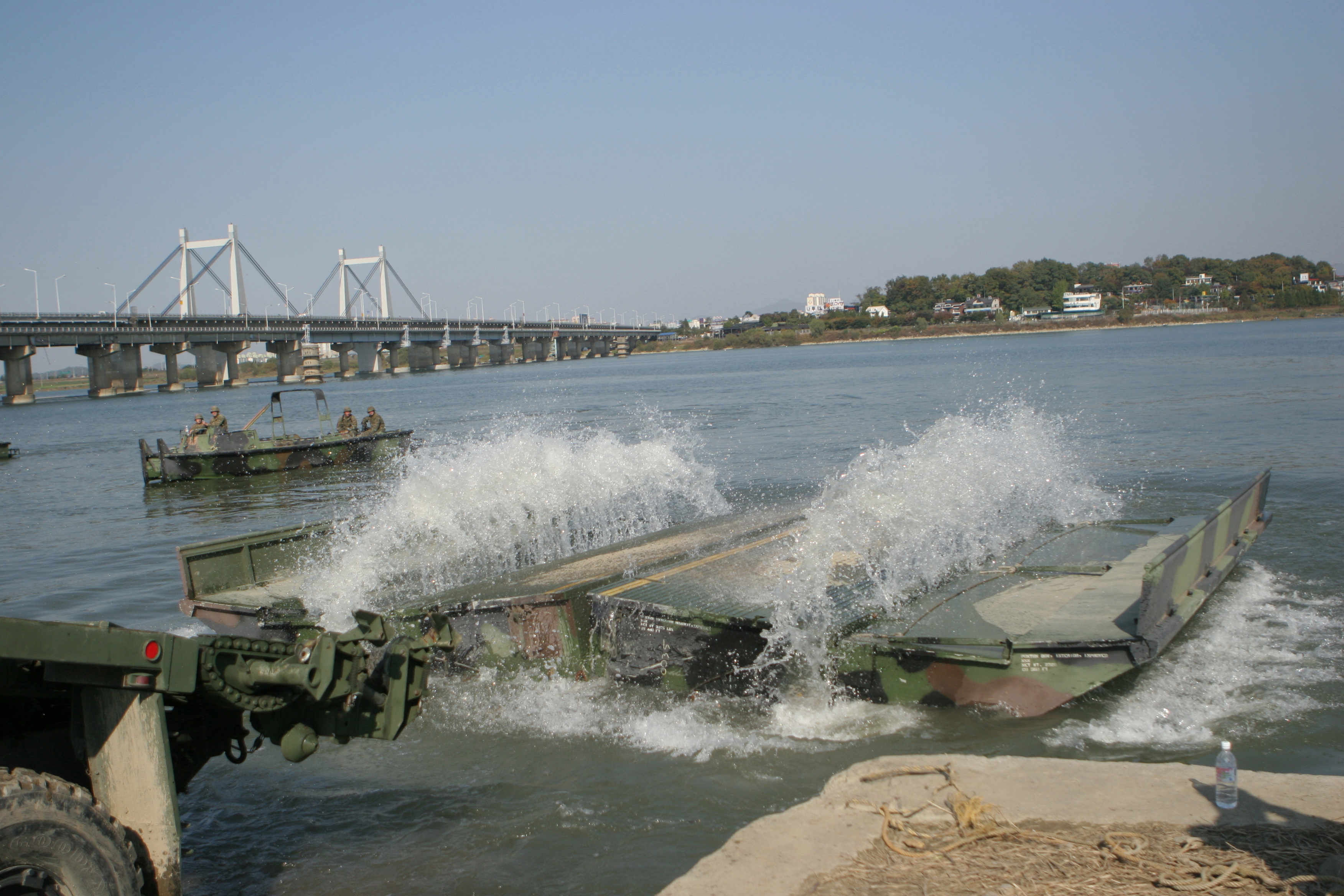

## 이 다리를 통과하는 도로
- 호국로
- 개화동로

## 신행주대교 붕괴 사고

1992년 7월 31일 붕괴 사건

새로 건설 중이던 신행주대교가 1992년 7월 31일에 붕괴한 사고이다.

### 사고 원인
원인은 공사기간을 단축하기 위해 주탑 주변에 교각이 견디기 힘들 정도의 콘크리트 사장재 4개를 세워 놓고 무리하게 작업을 진행해오다 하중을 못이긴 상판과 교각이 무너지면서 사고가 난 것으로 추정하고 있다. 당시 이 공사에 쓰인 사장재는 하나 당 무게가 무려 110t에 이르는 것으로 파악되었다. 이후 조사 결과 사고 원인은 교량 상판의 이음새 부분에 대한 설계및 시공이 허술한 데서 비롯된 사소한 잘못 때문인 것으로 밝혀졌다. 신행주대교는 연속압출공법과 콘크리트 사장재공법을 함께 적용하면서 건설되었는데 이 공법을 함께 적용하면서도 설계 또는 시공과정에서 이음면의 전단내하력(외부하중에 견딜 수있는 힘)을 면밀히 검토하지 않았기 때문에 붕괴된 것으로 보았다. 또한 4번째 임시교각 남쪽 상판은 가장 큰 하중이 걸리기 때문에 상판을 요철형태로 연결해야 하는 데도 설계를 맡은 한국종합기술이나 시공업체인 벽산건설이 이를 무시하는 바람에 사장재의 압력을 견디지 못하고 무너져 내려 결국 8백ｍ구간의 상판과 교각, 주탑이 연속적으로 붕괴된 것으로 분석했다.

### 사고 경과
1992년 7월 31일 오후 6시 59분경, 2개의 주탑 중 하나가 부러지고 두 주탑 사이의 상판이 약 800m 정도 내려앉으면서 주탑 양 바깥쪽의 상부 구조물 전체가 주탑 방향으로 일시에 연쇄적으로 밀렸고 결국 교각과 함께 붕괴하였다. 다행히도 사고 당시 작업이 끝나 인부들이 현장에서 철수를 한 시간이기 때문에 인명피해는 없는 것으로 알려졌다.
이 사고로 서울지방국토관리청장 등 3명이 직위해제되었다. 사고 이후 복구공사에서는 당초 설계에 미비하였던 많은 점을 보완토록 하였고, 특히 콘크리트 사장재를 케이블 사장재로 변경하여 시공성을 높이고 사하중을 경감시켰다. 또한 사장교 구간을 연속 PSC 박스거더에서 강합성 교량으로 변경하여 재사용하는 주탑의 부담을 줄였고, 기초 파일도 복구 부분에서는 All Casting 공법 현장타설 말뚝을 사용토록 했으며 교각에 격벽을 추가하고 단면도 증가시켰다. 한편 이 교량 건설과 함께 추진해오던 구 행주대교의 확장 공사는 무기한 보류되었다.
또한 당시 건설을 맡았던 벽산건설은 이에 대한 모든 책임을 지게 되었다. 현재 벽산건설은 과징금 등을 다 낸 상태이다.